# رود همبل
رود همبل رودی است به Southampton Water می‌ریزد. این رود از کشور بریتانیا می‌گذرد. طول آن ۲۶ کیلومتر (۱۶ مایل) است.